# 帕雷
帕雷（法語：Pareid，法語發音：[paʁɛ]）是法国默兹省的一个市镇，属于凡尔登区。

## 地理
帕雷（49°7'5"N, 5°42'53"E）面积7.02 平方千米，位于法国大東部大區默兹省，该省份为法国西北部内陆省份，北与比利时接壤，西接马恩省和阿登省，南至上马恩省和孚日省，东临默尔特-摩泽尔省。
与帕雷接壤的市镇（或旧市镇、城区）包括：阿尔维尔、埃讷蒙、迈兹赖、帕尔丰德吕、潘特维尔、维莱苏帕雷。

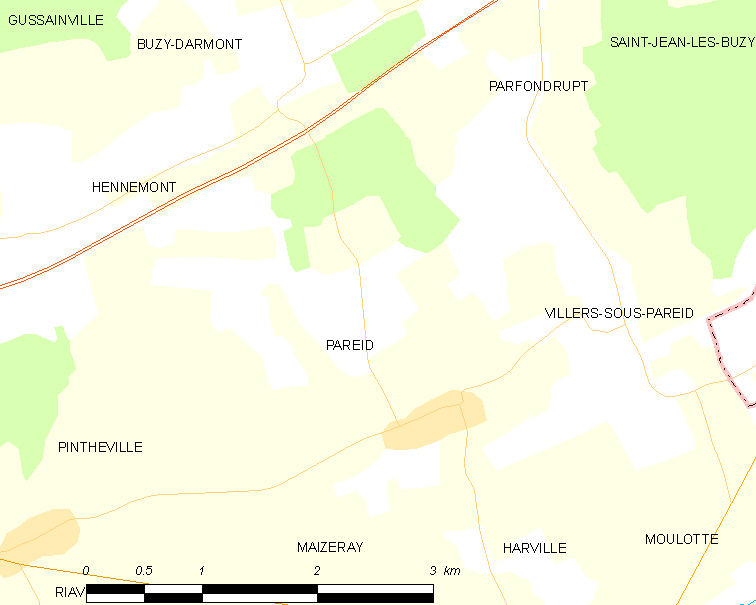
帕雷的OSM定位图

帕雷的时区为UTC+01:00、UTC+02:00（夏令时）。

## 行政
帕雷的邮政编码为55160，INSEE市镇编码为55399。

## 政治
帕雷所属的省级选区为埃坦县。

## 人口

1962-2008年间帕雷人口变化图示

帕雷于2022年1月1日时的人口数量为111人。